# 仁豊野駅
仁豊野駅（にぶのえき）は、兵庫県姫路市仁豊野にある、西日本旅客鉄道（JR西日本）播但線の駅である。

## 歴史

### 年表
- 1896年（明治29年）8月19日：播但鉄道の駅として野里駅 - 香呂駅間に新設[1][2]。旅客・貨物取扱開始[2]。
- 1903年（明治36年）6月1日：播但鉄道が山陽鉄道に営業譲渡。山陽鉄道の駅となる。
- 1906年（明治39年）12月1日：山陽鉄道国有化、国鉄の駅となる[2]。
- 1909年（明治42年）10月12日：線路名称制定、播但線所属となる。
- 1971年（昭和46年）12月1日：貨物取扱廃止[2]。
- 1972年（昭和47年）2月1日：荷物扱い廃止[2]。
- 1987年（昭和62年）4月1日：国鉄分割民営化に伴い、西日本旅客鉄道（JR西日本）の駅となる[2]。
- 2007年（平成19年）8月1日：窓口営業時間変更。3時間40分延長し、7時10分 - 21時（変更前 - 17時20分）となる。
- 2016年（平成28年）3月26日：ICカード「ICOCA」の利用が可能となる[3]。ICカード専用簡易改札機で対応。
- 2021年（令和3年）7月1日：駅業務がJR西日本福知山メンテックからJR西日本交通サービスに再移管。
- 2022年（令和4年）
  - 6月1日：管理駅が福崎駅から豊岡駅に変更。
  - 10月1日：組織改正に伴い、近畿統括本部福知山管理部管轄となる。
- 2025年（令和7年）
  - 3月31日：出札窓口の営業を終了[4]。
  - 4月1日：終日無人化[4]。

### 駅名の由来
仁豊野は古図には「ニウノ」とある。「丹生野」、あるいは水辺を意味する「ミブ」が転じたものか。

## 駅構造
相対式ホーム2面2線を有する地上駅。木造駅舎は姫路方面行ホーム側にあり、反対側の寺前方面行ホームへは跨線橋で連絡している。配線上では姫路寄り分岐がY字となっている関係で、停車列車ホームは方向別に分かれている。
豊岡駅管理の無人駅。
自動改札機は無く、代わりにICカード専用簡易改札機が設置されている。
駅西側からのアクセス改善を目指して、西改札口（寺前方面行ホーム）と駅前広場の整備、併せて東側駅舎のバリアフリー化に着手した。

### のりば
| のりば | 路線   | 方向 | 行先             |
| ------ | ------ | ---- | ---------------- |
| 1      | 播但線 | 上り | 姫路方面         |
| 2      | 播但線 | 下り | 寺前・和田山方面 |

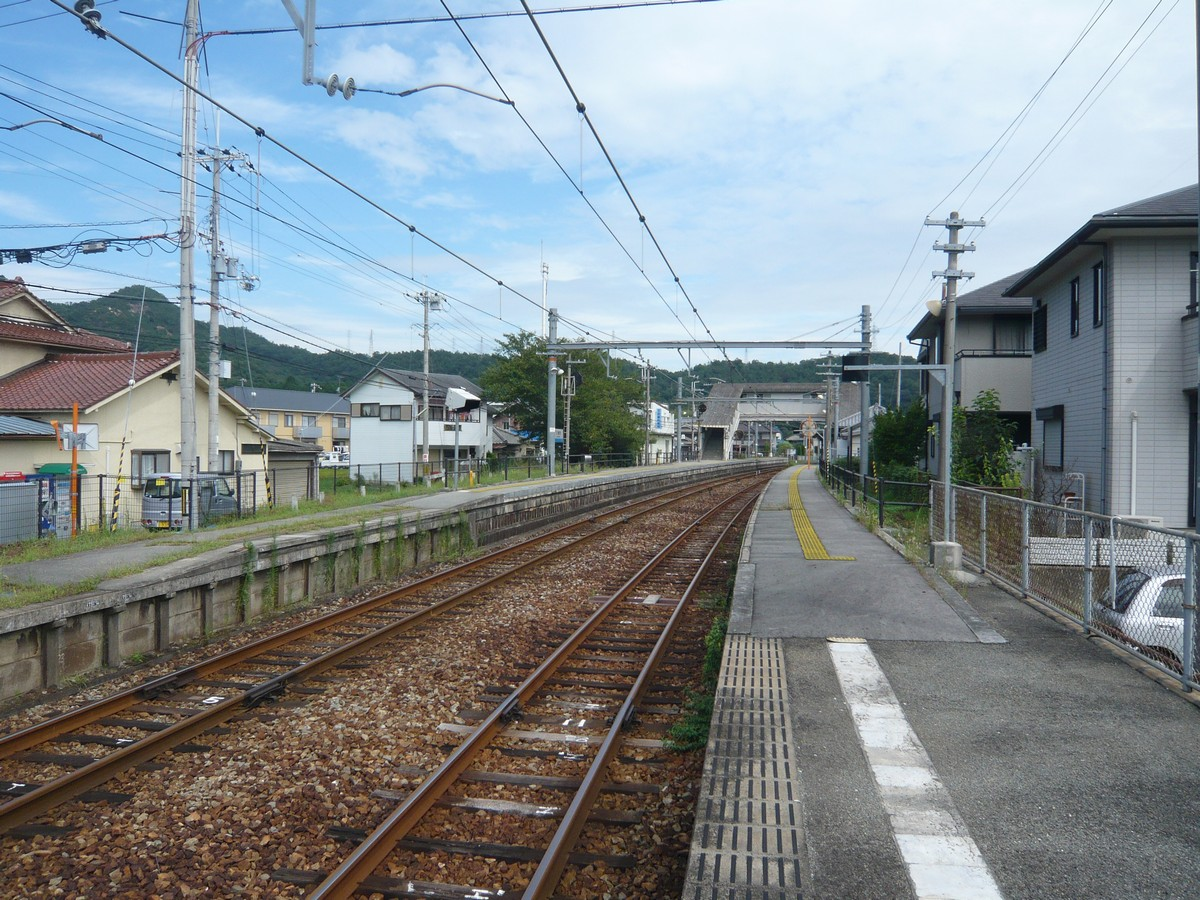
ホーム（姫路側から望む）
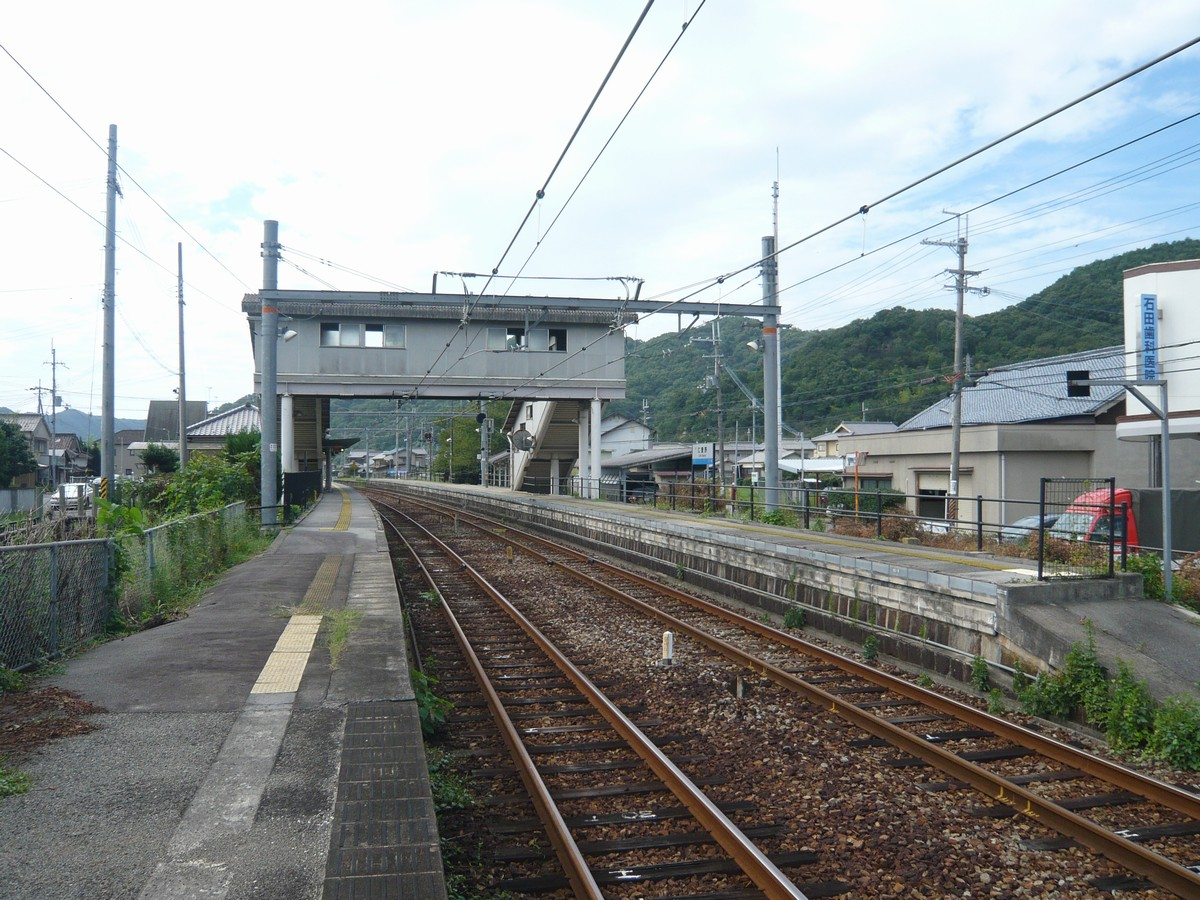
ホーム（福崎側から望む）

## 利用状況
近年の1日平均乗車人員の推移は以下の通り。
| 年度   | 1日平均 乗車人員 |
| ------ | ---------------- |
| 2000年 | 1,073            |
| 2001年 | 1,051            |
| 2002年 | 1,019            |
| 2003年 | 1,014            |
| 2004年 | 1,014            |
| 2005年 | 999              |
| 2006年 | 1,018            |
| 2007年 | 1,069            |
| 2008年 | 1,059            |
| 2009年 | 1,026            |
| 2010年 | 1,032            |
| 2011年 | 1,046            |
| 2012年 | 1,059            |
| 2013年 | 1,079            |
| 2014年 | 1,020            |
| 2015年 | 1,055            |
| 2016年 | 1,043            |
| 2019年 | 1,057            |
| 2020年 | 867              |
| 2021年 | 920              |

## 駅周辺
- 国道312号
- 和辻哲郎生家の碑[1]（国道沿い）

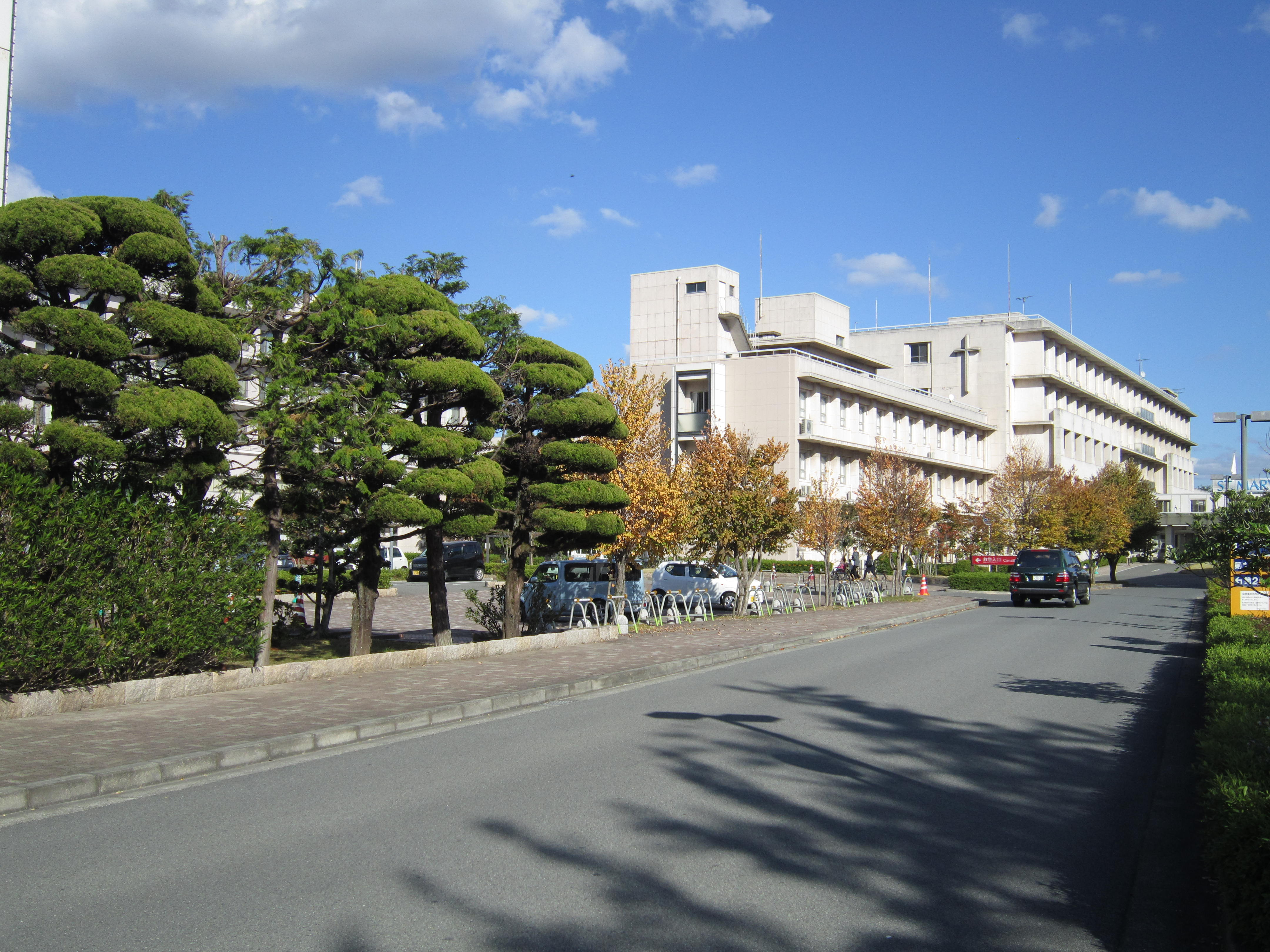
姫路聖マリア病院

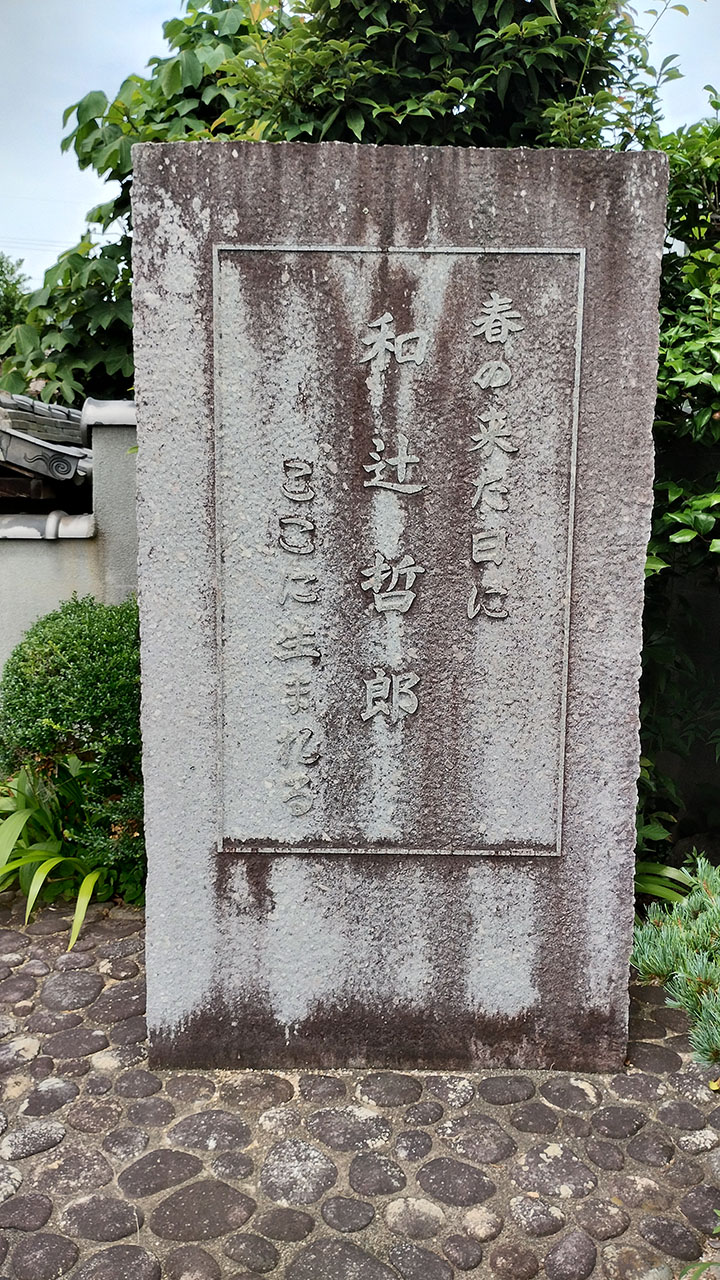
和辻哲郎生家の碑

- 聖フランシスコ病院修道女会・姫路聖マリア病院
- 姫路セントラルパーク - 当駅からタクシーで10分。姫路駅から神姫バスで約30分とされているが、運行本数は少ない。

- 姫路ばら園[1] (姫路市豊富町[8]) - 開園期間は5月 - 6月と10月 - 11月。当駅から北へ徒歩12分。
- 姫路定住促進センター跡地 - 1979年（昭和54年）から1996年（平成8年）まで、ベトナムやラオスからのインドシナ難民（ボートピープル）の日本での定住を支援するための教育・就職斡旋施設が、仁豊野の上記聖マリア病院近傍にある淳心会の用地に設置されていた（他には神奈川県大和市にも定住促進センターが所在していた）[9]。

## 隣の駅
西日本旅客鉄道（JR西日本）
 播但線
砥堀駅 - 仁豊野駅 - 香呂駅